# Phaeosphaeria anchiala
Phaeosphaeria anchiala är en svampart som beskrevs av Kohlm., Volkm.-Kohlm. & K.M. Tsui 2005. Phaeosphaeria anchiala ingår i släktet Phaeosphaeria och familjen Phaeosphaeriaceae.   Inga underarter finns listade i Catalogue of Life.